# Favillea
Favillea är ett släkte av svampar. Favillea ingår i familjen rottryfflar, ordningen Boletales, klassen Agaricomycetes, divisionen basidiesvampar och riket svampar.
|          | Scleroderma                           |
|          |                                       |
|          | Pisolithus                            |
|          |                                       |
|          | Chlorogaster                          |
|          |                                       |
|          | Horakiella                            |
|          |                                       |
| Favillea | \| \| Favillea argillacea \| \| \| \| |
|          | \| \| Favillea argillacea \| \| \| \| |
|          | Favillea argillacea                   |
|          |                                       |

|  | Favillea argillacea |
|  |                     |